# John Sculley
John Sculley (New York, 6 april 1939) is een Amerikaans zakenman. Hij was vicepresident van Pepsi en president-directeur van het computerbedrijf Apple. 

## Carrière
Sculley werd geboren in de Verenigde Staten, maar verhuisde binnen een week na zijn geboorte naar Bermuda. Later woonde hij in Brazilië en in Europa. Sculley haalde een graad in architectuur en een Master of Business Administration (MBA). Via zijn schoonvader Donald Kendall kwam hij bij Pepsi terecht, waar hij ten slotte hoofd-marketing werd. Hij was verantwoordelijk voor twee succesvolle Pepsi-campagnes: The choice of a new generation en Pepsi-Challenge. Vervolgens werd hij gevraagd door Apple. In eerste instantie wees hij Apple af, maar ten slotte liet hij zich overhalen door Steve Jobs nadat deze hem voor de keuze had gesteld of hij de rest van zijn leven suikerwater wilde verkopen of met Jobs mee wilde gaan om de wereld te veranderen.

### Bestuurder bij Apple
Sculley werd CEO bij Apple omdat de raad van bestuur de 28-jarige Jobs te onervaren vond om een miljardenbedrijf te leiden. De twee waren echte vrienden en daardoor leek Jobs eigenlijk de tweede leider van Apple te zijn. Een beroemde uitspraak van John Sculley was: "Apple heeft één leider. Steve en ik." In het begin bleek dit uitstekend te werken totdat de verkoop van Apple Macintosh begon te dalen.
Apple bestond destijds uit twee divisies. Een ervan was het Macintosh-deel, waarover Jobs de leiding had. Dit bleek een scheve verhouding te zijn omdat Jobs eigenlijk achter de schermen ook leider van heel Apple speelde. Jobs maakte voorts nog enkele cruciale fouten zoals het niet tijdig klaarkrijgen van AppleTalk. Ook gaf hij aan zijn medewerkers zeer tegenstrijdige signalen door over de toekomst van het bedrijf. Daarom besloot het bestuur van Apple om Jobs te ontslaan en Sculley als leider aan te stellen.
Aanvankelijk was Sculley zeer succesvol. Onder zijn bewind werden de LaserWriter laserprinter, het programma HyperCard, de Macintosh Portable, de Apple Powerbook, de System 7-versie van Mac OS en de Apple Newton ontwikkeld. Voor de Apple Newton bedacht Sculley het begrip Personal Digital Assistant (PDA). De verkopen van Apple stegen van 600 miljoen naar 8 miljard dollar per jaar. Sculley voorspelde in 1987 dat het gebruik van computers zou veranderen door gegevensopslag op Cd-rom, en hij voorspelde een Knowledge Navigator.
Maar Sculley maakte ook fouten. Onder zijn leiding gaf Apple delen van de gebruikersinterface in licentie aan Microsoft voor gebruik in Windows 1.0. Hierdoor verloor Apple later een rechtszaak tegen Microsoft over de interface. Bovendien werd onder zijn bewind een groot aantal typen computers uitgebracht, waarbij voor de verschillende markten (zakelijk, educatief, en thuisgebruik) verschillende namen werden gehanteerd. Hierdoor waren grotere reclamebudgetten noodzakelijk, en de klanten vonden het brede aanbod verwarrend.
De winst smolt weg, de ontwikkeling van software (QuickDraw GX en PowerTalk) begon te haperen, en ten slotte werd Sculley ontslagen. Hij werd opgevolgd door Michael Spindler en ging in de politiek, om Bill Clinton te steunen. later werd hij partner in Sculley Brothers, een investeringsbedrijf dat in 1995 werd opgericht.

### 1994-heden
Na zijn vertrek bij Apple was Sculley een belangrijke investeerder in MetroPCS. Hij maakte van NFO Research een bedrijf dat groeide van $25 miljoen naar $550 miljoen omzet. Verder hielp hij diverse andere bedrijven naar een succesvolle groei.
In 2007 richtte Sculley het gegevensbedrijf Zeta Interactive op, samen met zakenpartner David Steinberg.
In 2014 was hij mede-oprichter van Obi Mobiles, een smartphone-merk gericht op opbloeiende markten, zoals India, Indonesië, Kenia, Nigeria, Zuid-Afrika, Thailand, Turkije, en Vietnam. Het bedrijf werd later hernoemd naar Obi Worldphone.

## Trivia
Hij werd gespeeld door de acteur Allan Royal in de film Pirates of Silicon Valley (1999).